# Linda bei Neustadt an der Orla
Linda bei Neustadt an der Orla (ufficialmente: Linda b. Neustadt an der Orla) è una frazione della città tedesca di Neustadt an der Orla.

## Storia
Il 31 dicembre 2019 il comune di Linda bei Neustadt an der Orla venne aggregato alla città di Neustadt an der Orla.